# Izegem Tribes
Gli Izegem Tribes sono una squadra di football americano di Izegem, in Belgio.
Fondati nel 1989 come Izegem Redskins, nel 1994 si fusero con gli Ostend Tigers per formare i West Vlaanderen Tribes. Nel 2012 questi ultimi si divisero, divenendo Izegem Tribes e Ostend Pirates. Hanno conquistato per 8 volte il Belgian Bowl (giocandolo 9 volte; 2 vittorie e 1 sconfitta come Izegem Redskins) e in campo europeo hanno vinto la EFAF Atlantic Cup 2009.

## Dettaglio stagioni

### Tornei nazionali

#### Campionato

##### BFL/BAFL/BAFL Elite
| Stagione | regular season | regular season | regular season | regular season | regular season | regular season | playoff | playoff | playoff | playoff | playoff | playoff    | playoff               |
|          | Vin            | Par            | Per            | Tot            | PF             | PS             | Vin     | Per     | Tot     | PF      | PS      | risultato  | avversaria            |
| -------- | -------------- | -------------- | -------------- | -------------- | -------------- | -------------- | ------- | ------- | ------- | ------- | ------- | ---------- | --------------------- |
| 2014     | 1              | 1              | 6              | 8              | 90             | 203            | -       | -       | -       | -       | -       | -          | -                     |
| 2015     | 4              | 0              | 3              | 7              | 114            | 164            | -       | -       | -       | -       | -       | -          | -                     |
| 2016     | 0              | 0              | 6              | 6              | 12             | 237            | -       | -       | -       | -       | -       | -          | -                     |
| 2021     | 2              | 0              | 2              | 4              | 88             | 67             | 0       | 1       | 1       | 8       | 19      | Semifinale | Brussels Black Angels |
| Totale   | 7              | 1              | 17             | 25             | 304            | 671            | 0       | 1       | 1       | 8       | 19      |            |                       |

Fonti: Enciclopedia del Football - A cura di Roberto Mezzetti

##### BAFL National
| Stagione | regular season | regular season | regular season | regular season | regular season | regular season | playoff | playoff | playoff | playoff | playoff | playoff                    | playoff           |
|          | Vin            | Par            | Per            | Tot            | PF             | PS             | Vin     | Per     | Tot     | PF      | PS      | risultato                  | avversaria        |
| -------- | -------------- | -------------- | -------------- | -------------- | -------------- | -------------- | ------- | ------- | ------- | ------- | ------- | -------------------------- | ----------------- |
| 2019     | 5              | 0              | 1              | 6              | 247            | 28             | 0       | 1       | 1       | 20      | 22      | Secondo posto/Non promossi | Antwerp Argonauts |
| 2020     | 1              | 0              | 0              | 1              | 28             | 0              | -       | -       | -       | -       | -       | -                          | -                 |
| Totale   | 6              | 0              | 1              | 7              | 275            | 28             | 0       | 1       | 1       | 20      | 22      |                            |                   |

Fonti: Enciclopedia del Football - A cura di Roberto Mezzetti

##### FAFL DII
| Stagione | regular season | regular season | regular season | regular season | regular season | regular season | playoff | playoff | playoff | playoff | playoff | playoff               | playoff                     |
|          | Vin            | Par            | Per            | Tot            | PF             | PS             | Vin     | Per     | Tot     | PF      | PS      | risultato             | avversaria                  |
| -------- | -------------- | -------------- | -------------- | -------------- | -------------- | -------------- | ------- | ------- | ------- | ------- | ------- | --------------------- | --------------------------- |
| 2017     | 3              | 0              | 3              | 6              | 136            | 100            | 1       | 1       | 2       | 15      | 36      | FAFL Bowl             | Limburg Shotguns            |
| 2018     | 3              | 1              | 4              | 8              | 163            | 132            | 0       | 2       | 2       | 42      | 40      | Campioni/Non promossi | Ghent Gators/Ostend Pirates |
| Totale   | 6              | 1              | 7              | 14             | 299            | 232            | 1       | 3       | 4       | 57      | 76      |                       |                             |

Fonti: Enciclopedia del Football - A cura di Roberto Mezzetti

### Tornei internazionali

#### EFAF Atlantic Cup
| Stagione | regular season | regular season | regular season | regular season | regular season | regular season | playoff | playoff | playoff | playoff | playoff | playoff   | playoff             |
|          | Vin            | Par            | Per            | Tot            | PF             | PS             | Vin     | Per     | Tot     | PF      | PS      | risultato | avversaria          |
| -------- | -------------- | -------------- | -------------- | -------------- | -------------- | -------------- | ------- | ------- | ------- | ------- | ------- | --------- | ------------------- |
| 2009     | -              | -              | -              | -              | -              | -              | 2       | 0       | 2       | 67      | 13      | Campioni  | Dublin Rebels       |
| 2011     | -              | -              | -              | -              | -              | -              | 1       | 1       | 2       | 14      | 53      | Finale    | Lelystad Commanders |
| Totale   | -              | -              | -              | -              | -              | -              | 3       | 1       | 4       | 81      | 66      |           |                     |

Fonti: Sito Eurobowl.info Archiviato il 19 ottobre 2017 in Internet Archive.

## Riepilogo fasi finali disputate
| Anno             | Luogo       | Evento                 | Fase del torneo      | Incontro                                     | Risultato |
| 28 giugno 2009   | Bruxelles   | EFAF Atlantic Cup      | Finale               | West Vlaanderen Tribes - Dublin Rebels       | 15 - 13   |
| 26 giugno 2011   | Lussemburgo | EFAF Atlantic Cup      | Finale               | Lelystad Commanders - West Vlaanderen Tribes | 47 - 2    |
| 10 giugno 2017   | Beringen    | FAFL Division II       | FAFL Bowl            | Limburg Shotguns - Izegem Tribes             | 22 - 0    |
| 24 giugno 2018   |             | FAFL Division II       | Spareggio promozione | Ostend Pirates - Izegem Tribes               | 12 - 6    |
| 23 giugno 2019   | Puurs       | BAFL National Division | Spareggio promozione | Antwerp Argonauts - Izegem Tribes            | 22 - 20   |
| 14 novembre 2021 |             | BAFL Elite Division    | Semifinale           | Brussels Black Angels - Izegem Tribes        | 19 - 8    |

## Palmarès

### Titoli europei
- 1 EFAF Atlantic Cup (2009)

### Titoli nazionali
- 8 Belgian Bowl (2000, 2001, 2006, 2007, 2008, 2009, 2010, 2011)
- 1 FAFL Bowl (2018)